# Henri Pouzol
Pour les articles homonymes, voir Pouzol (homonymie).
Henri Pouzol, né le 29 mai 1914 à Jarnac (Charente) et mort le 14 avril 2000 à Vaux-sur-Mer (Charente-Maritime), est un poète français.
Ami de Pierre Boujut, qui dirige alors la revue Reflets (laquelle deviendra Regain en 1938) et qui animera plus tard La Tour de feu.
Il entre en résistance en 1942. Arrêté par la Gestapo en septembre 1942, il est interné à la prison de La Rochelle-Lafond, transféré au Front-Stalag de Compiègne en novembre 1942 puis déporté à Oranienburg-Sachsenhausen le 23 janvier 1943 sous le matricule 58131, avant d'être transporté à Dachau en juillet 1944. Il sera délivré par les Alliés en avril 1945.

## Œuvre
Poète, il est l'auteur d'une douzaine d'ouvrages publiés de 1947 à 1994, dont un essai sur La Poésie concentrationnaire publié en 1977 chez Pierre Seghers. En 1976, il voyage en Israël et en Europe de l'Est pour constituer une somme de poèmes écrits dans les camps nazis entre 1933 et 1945. Le résultat de ce travail est la publication de Ces voix toujours présentes, anthologie de la poésie européenne concentrationnaire, éditée en 1995 par les presses universitaires de Reims et la Fédération nationale des déportés et internés résistants et patriotes. Cette anthologie a été publiée à l'occasion de la commémoration du cinquantième anniversaire des débarquements et de la Libération de la France.